# North Rock Springs
North Rock Springs és una concentració de població designada pel cens dels Estats Units a l'estat de Wyoming. Segons el cens del 2000 tenia 1.974 habitants.

## Demografia
Segons el cens del 2000, North Rock Springs tenia 1.974 habitants, 698 habitatges, i 552 famílies. La densitat de població era de 29,9 habitants/km².
Dels 698 habitatges en un 44,4% hi vivien nens de menys de 18 anys, en un 64,9% hi vivien parelles casades, en un 6,7% dones solteres, i en un 20,8% no eren unitats familiars. En el 16,5% dels habitatges hi vivien persones soles el 2,7% de les quals corresponia a persones de 65 anys o més que vivien soles. El nombre mitjà de persones vivint en cada habitatge era de 2,83 i el nombre mitjà de persones que vivien en cada família era de 3,18.
Per edats la població es repartia de la següent manera: un 30,6% tenia menys de 18 anys, un 9,7% entre 18 i 24, un 30,2% entre 25 i 44, un 25,5% de 45 a 60 i un 3,9% 65 anys o més.
L'edat mediana era de 33 anys. Per cada 100 dones de 18 o més anys hi havia 110 homes.
La renda mediana per habitatge era de 53.649 $ i la renda mediana per família de 55.819 $. Els homes tenien una renda mediana de 45.923 $ mentre que les dones 22.450 $. La renda per capita de la població era de 20.029 $. Entorn del 5,5% de les famílies i el 8% de la població estaven per davall del llindar de pobresa.

## Poblacions més properes
El següent diagrama mostra les poblacions més properes.